# Самосет (Флорида)
Самосет (англ. Samoset) — статистически обособленная местность, расположенная в округе Манати (штат Флорида, США) с населением в 3440 человек по статистическим данным переписи 2000 года.

## География
По данным Бюро переписи населения США статистически обособленная местность Самосет имеет общую площадь в 4,92 квадратных километров, водных ресурсов в черте населённого пункта не имеется.
Статистически обособленная местность Самосет расположена на высоте 9 м над уровнем моря.

## Демография
| Год переписи        | Нас. |  | %±     |
| ------------------- | ---- |  | ------ |
| 1950                | 1617 |  | —      |
| 1960                | 4824 |  | 198,3% |
| 1970                | 4070 |  | −15,6% |
| 1980                | 5747 |  | 41,2%  |
| 1990                | 3119 |  | −45,7% |
| 2000                | 3440 |  | 10,3%  |
| 1950–2000 Источник: |      |  |        |

По данным переписи населения 2000 года в Самосетe проживало 3440 человек, 817 семей, насчитывалось 1114 домашних хозяйств и 1179 жилых домов. Средняя плотность населения составляла около 699,19 человек на один квадратный километр. Расовый состав населённого пункта распределился следующим образом: 63,02 % белых, 26,51 % — чёрных или афроамериканцев, 0,38 % — коренных американцев, 0,12 % — азиатов, 0,03 % — выходцев с тихоокеанских островов, 2,62 % — представителей смешанных рас, 7,33 % — других народностей. Испаноговорящие составили 17,67 % от всех жителей статистически обособленной местности.
Из 1114 домашних хозяйств в 38,3 % воспитывали детей в возрасте до 18 лет, 47,1 % представляли собой совместно проживающие супружеские пары, в 18,6 % семей женщины проживали без мужей, 26,6 % не имели семей. 21,3 % от общего числа семей на момент переписи жили самостоятельно, при этом 8,2 % составили одинокие пожилые люди в возрасте 65 лет и старше. Средний размер домашнего хозяйства составил 3,06 человек, а средний размер семьи — 3,50 человек.
Население статистически обособленной местности по возрастному диапазону по данным переписи 2000 года распределилось следующим образом: 32,1 % — жители младше 18 лет, 9,6 % — между 18 и 24 годами, 29,8 % — от 25 до 44 лет, 19,5 % — от 45 до 64 лет и 9,0 % — в возрасте 65 лет и старше. Средний возраст жителей составил 32 года. На каждые 100 женщин в Самосетe приходилось 98,0 мужчин, при этом на каждые сто женщин 18 лет и старше приходилось 93,0 мужчин также старше 18 лет.
Средний доход на одно домашнее хозяйство статистически обособленной местности составил 29 962 доллара США, а средний доход на одну семью — 32 700 долларов. При этом мужчины имели средний доход в 27 044 доллара США в год против 22 147 долларов среднегодового дохода у женщин. Доход на душу населения статистически обособленной местности составил 29 962 доллара в год. 18,1 % от всего числа семей в населённом пункте и 22,5 % от всей численности населения находилось на момент переписи населения за чертой бедности, при этом 32,1 % из них были моложе 18 лет и 24,5 % — в возрасте 65 лет и старше.